# ريكاردو باريديس روميرو
ريكاردو باريديس روميرو هو طبيب وكاتب إكوادوري، ولد في 1898، وتوفي في 1979.